# Csermő község
Csermő község (románul: Comuna Cermei) község Arad megyében, Romániában. Központja Csermő, beosztott falvai Püspökpuszta, Somoskeszi.

## Népessége
A 2011-es népszámlálás adatai alapján a község népessége 2722 fő volt.